# Suicide Squad: The Album
Suicide Squad: The Album ist der offizielle Soundtrack zum 2016 veröffentlichten Kinofilm Suicide Squad und wurde am 5. August 2016 über Warner Bros. Records und Atlantic Records veröffentlicht. Ein separates Album mit im Film verwendeter Musik, dessen Musik von Steven Price komponiert wurde, erschien drei Tage später über WaterTower Music.

## Titelliste

### Auf dem Album enthalten
| #   | Künstler                                                                        | Titel                  | Länge | Anmerkungen |
| --- | ------------------------------------------------------------------------------- | ---------------------- | ----- | ----------- |
| 1.  | Skrillex und Rick Ross                                                          | Purple Lamborghini     | 3:35  | 3. Single   |
| 2.  | Lil Wayne, Wiz Khalifa, Ty Dolla Sign, X Ambassadors, Logic und Imagine Dragons | Sucker for Pain        | 4:03  | 2. Single   |
| 3.  | twenty one pilots                                                               | Heathens               | 3:15  | 1. Single   |
| 4.  | Action Bronson, Mark Ronson und Dan Auerbach                                    | Standing in the Rain   | 3:22  |             |
| 5.  | Kehlani                                                                         | Gangsta                | 2:57  | 4. Single   |
| 6.  | Kevin Gates                                                                     | Know Better            | 3:27  |             |
| 7.  | Grace feat. G-Eazy                                                              | You Don’t Own Me       | 3:19  |             |
| 8.  | Eminem                                                                          | Without Me             | 4:50  |             |
| 9.  | Skylar Grey                                                                     | Wreak Havoc            | 3:48  |             |
| 10. | Grimes                                                                          | Medieval Warfare       | 3:00  |             |
| 11. | Panic! at the Disco                                                             | Bohemian Rhapsody      | 6:03  |             |
| 12. | War                                                                             | Slippin’ Into Darkness | 3:48  |             |
| 13. | Creedence Clearwater Revival                                                    | Fortunate Son          | 2:21  |             |
| 14. | ConfidentialMX feat. Becky Hanson                                               | I Started a Joke       | 3:10  |             |

### Zusätzliche Lieder
Folgende Lieder sind im Film zu hören, befinden sich aber nicht im offiziellen Album:
- The Animals – The House of the Rising Sun
- Lesley Gore – You Don't Own Me
- The Rolling Stones – Sympathy for the Devil
- Rick James – Super Freaks
- AC/DC – Dirty Deeds Done Dirt Cheap
- Kanye West – Black Skinhead
- Rae Sremmurd feat. Bobo Swae – Over Here
- Black Sabbath – Paranoid
- The White Stripes – Seven Nation Army
- Norman Greenbaum – Spirit in the Sky
- K7 – Come Baby Come
- Etta James – I'd Rather Go Blind
- Henryk Górecki – 3. Sinfonie
- Queen – Bohemian Rhapsody
- The Sweet – The Ballroom Blitz

## Pressestimmen
Maria Sherman vom Entertainment Weekly schrieb, dass das Konzept des Films und das des begleitenden Soundtracks zeige, dass Comic-Leser auf die Bösewichte stehen würden. Der Soundtrack sei eine Zusammenstellung von genreübergreifenden und überraschenden Kollaborationen verschiedenster Musiker. Dabei seien die Coverversionen von Lesley Gores You Don't Own Me und Queens Bohemian Rhapsody phasenweise besser als ihre Originalversionen. Stephen Thomas Erlewine von Allmusic zeigte sich von der Zusammenstellung der Lieder größtenteils unbeeindruckt. Trotz der Präsenz von twenty one pilots, die der Autor als die Rockband des Jahres 2016 beschreibt, nennt er den Soundtrack einen musikalischen Rückfall. Alles in allem sei das Herz des Albums manikürtes Chaos gemischt mit viel Glanz und Volumen.
Toni Hennig vom deutschen Online-Musikmagazin Laut.de nahm jedes Lied des Albums unter die Lupe und war der Meinung, dass die meisten Stücke gelungen seien und teilweise sogar Hitpotenzial aufweisen. So bezeichnete er die Zusammenarbeit von Skrillex und Rick Ross als gewagt aber dennoch mausere sich das Stück aufgrund seiner Synth-Passagen, den Dropbässen von Skrillex und dem aggressiven Flow zu einem Banger. Auch die Kollaboration mehrerer Rapper wie Lil Wayne und Ty Dolla Sign mit der Rockband Imagine Dragons beschreibt er als ungewöhnlich. Die Rapper ergänzen sich gut miteinander und auch der Part von Imagine Dragons sei heraushörbar. Das 2002 von Eminem veröffentlichte Lied Without Me habe im Film zwar eine tragende Rolle, sei aber im Soundtrack hingegen eher ein Fremdkörper. Das Bohemian-Rhapsody-Cover von Panic! at the Disco kommt aufgrund der Chorpassagen und dem treibenden Schlagzeug gelungen daher, auch wenn Brendon Urie viel Bombast in das Lied steckt. Lediglich das Bee-Gees-Cover I Started a Joke hätte man, laut Autor, weglassen können. Alles in allem sei der Soundtrack eine gelungene Mischung aus Rap, Hip-Hop, R&B, Pop- und Rockmusik mit ein paar coolen Klassikern. Allerdings sorge der Soundtrack wie der Film für kurzweilige Action ohne weiteren Tiefgang.

## Kommerzieller Erfolg

### Chartplatzierungen
Allein in den Vereinigten Staaten verkaufte sich das Album 182.000 mal, wovon 128.000 verkaufte Einheiten aus den traditionellen Tonträgerverkäufen stammen. Damit ist Suicide Squad: The Album der meistverkaufte Soundtrack in den Vereinigten Staaten seit dem offiziellen Album zum Film Fifty Shades of Grey welches sich damals mehr als 200.000 mal verkaufen konnte. Damit konnte das Album Drakes Views – welches zuvor wochenlang die US-amerikanischen Charts dominiert hatte – und Skillets Uprising auf die Plätze zwei bzw. drei verweisen. Suicide Squad: The Album stieg somit auf Platz eins in den US-amerikanischen Albumcharts ein. Im Vereinigten Königreich erreichte der Soundtrack Platz zwei, in der Schweiz wurde das Album an dritter Stelle notiert. In Deutschland und Österreich stieg Suicide Squad jeweils auf Platz 9 ein. Außerdem erreichte der Soundtrack Platz eins in Australien, Kanada und in Neuseeland.
Die Hauptsingle Heathens des Duos twenty one pilots stieg in mehreren internationalen Singlecharts ein, obwohl das Lied vor der eigentlichen Veröffentlichung „geleakt“ wurde und Atlantic Records versuchte denjenigen mit einer Klage an die Webseite Reddit ausfindig zu machen, nachdem diese verweigerte die IP-Adresse des betroffenen Benutzers freizugeben. So erreichte das Lied Chartnotierungen in Österreich, Deutschland, im Vereinigten Königreich, in den Vereinigten Staaten und in der Schweiz.
Auch das Lied Sucker for Pain von Wiz Khalifa, Lil Wayne und Imagine Dragons, erreichte internationale Chartnotierungen. Purple Lamborghini von Dubstep-DJ Skrillex und Rick Ross stieg ebenfalls international in den Singlecharts ein, darunter in Österreich, Deutschland, im Vereinigten Königreich und in den Vereinigten Staaten. Gangsta, die vierte Singleauskopplung, dieses Mal von Kehlani erreichte Charteinträge im Vereinigten Königreich und in den Vereinigten Staaten.
In Großbritannien platzierte sich das Album in den Compilationcharts.
| ChartsChartplatzierungen       | Höchstplatzierung | Wochen |
| ------------------------------ | ----------------- | ------ |
| Deutschland (GfK)              | 9 (16 Wo.)        | 16     |
| Österreich (Ö3)                | 3 (14 Wo.)        | 14     |
| Schweiz (IFPI)                 | 3 (15 Wo.)        | 15     |
| Vereinigte Staaten (Billboard) | 1 (70 Wo.)        | 70     |
| Vereinigtes Königreich (OCC)   | 2 (5 Wo.)         | 5      |

| ChartsJahrescharts (2016)      | Platzierung |
| ------------------------------ | ----------- |
| Vereinigte Staaten (Billboard) | 20          |

| ChartsJahrescharts (2017)      | Platzierung |
| ------------------------------ | ----------- |
| Vereinigte Staaten (Billboard) | 34          |

### Auszeichnungen für Musikverkäufe
| Land/Region                  | Auszeichnungen für Musikverkäufe (Land/Region, Auszeichnung, Verkäufe) | Verkäufe  |
| ---------------------------- | ---------------------------------------------------------------------- | --------- |
| Australien (ARIA)            | Gold                                                                   | 35.000    |
| Dänemark (IFPI)              | Gold                                                                   | 10.000    |
| Frankreich (SNEP)            | Platin                                                                 | 100.000   |
| Kanada (MC)                  | Gold                                                                   | 40.000    |
| Neuseeland (RMNZ)            | 3× Platin                                                              | 45.000    |
| Vereinigte Staaten (RIAA)    | 2× Platin                                                              | 2.000.000 |
| Vereinigtes Königreich (BPI) | Platin                                                                 | 300.000   |
| Insgesamt                    | 3× Gold · 7× Platin ·                                                  | 2.530.000 |